# Physophora sylvatica
Physophora sylvatica är en flockblommig växtart som beskrevs av Heinrich Friedrich Link. Physophora sylvatica är enda arten i släktet Physophora som tillhör familjen flockblommiga växter. Inga underarter finns listade i Catalogue of Life.